# Drop (Musik)
Ein Drop oder Beat Drop in der Musik, populär geworden durch die Elektronische Tanzmusik (EDM), ist ein Punkt in einem Musikstück, an dem ein plötzlicher Wechsel des Rhythmus oder der Basslinie auftritt, dem ein Aufbauabschnitt und ein Break vorausgeht.
Ursprünglich aus der Disco und dem Rock der 1970er Jahre stammend, finden sich Drops in Genres wie EDM, Trap, Hip-Hop, K-Pop und Country. Mit Hilfe von Musikproduktionsprogrammen können Drops in Instrumentierung und Sound variieren. Zu den elektronischen Instrumenten und Werkzeugen zur Herstellung von Drops gehören oszillierende Synthesizer, vokale Samples sowie Drum Beat und Basslines.
Bestimmte Drops können einen „Beat-up“ (so genannt, weil an diesem Punkt die Lautstärke des grundlegenden Kick-Drum-Beats erhöht wird, nachdem er während eines Breaks oder Buildups ausgeblendet wurde) und eine „Klimax“ (einen einzelnen, markanten Drop am Ende des Tracks) umfassen.
Es gibt auch Arten von Drops, die vom Standard abweichen, wie z. B. „Anti-Drops“ (Songs, in denen der Refrain minimaler ist als der Aufbau) und aufeinander folgende „Superseding-Drops“ (d. s. ersetzende Drops).

## Geschichte
Der Drop „… entstand aus dem Rock der 70er Jahre“.
Eine Unterart des Drops, der Bass Drop, wurde in den 1980er Jahren im Miami-Bass-Subgenre des Hip-Hop verwendet.
Der Bassdrop wurde mit der Roland produziert (Roland TR-808). Seitdem wurde der TR-808-Bassdrop in eine Reihe von EDM-Stücken integriert, entweder produziert von einer TR-808 oder unter Verwendung eines Samples eines TR-808-Bassdrops. Der EDM-Drop hat sich im Laufe der Zeit weiterentwickelt und zirkuliert in verschiedenen Subgenres.

## Genres

### Elektronische Tanzmusik (EDM etc.)
In vielen EDM-Genres gibt es mehr als einen Drop während eines Tracks, vor allem, wenn der Song auf einer „Dance-Pop“-Strophe/einem „Dance-Pop“-Refrain mit Gesang aufgebaut ist; ein Drop kann irgendwo während jedes Refrains als Höhepunkt dieses Strophen-/Refrain-Zyklus zu hören sein. Einige Songs neigen dazu, einen einzelnen Drop als Beginn des Höhepunkts oder der Klimax des Tracks zu betonen; in vokalen Subgenres geschieht dies meist in der letzten Wiederholung des Refrains, während es in nicht-vokalen Genres im letzten Viertel des Tracks geschieht.
- Im Trap beinhaltet der Drop eine dichte Vibration, die von einem harten Bassstil begleitet wird.[4]
- In der elektronischen Popmusik löst der Drop einen starken Bounce-Effekt aus, der für ein großes Publikum genutzt wird. Das Billboard-Magazin stellt 2016 fest, dass der "Pop-Drop" die "… musikalische Einlage nach dem Refrain ist, die Techniken aus der elektronischen Tanzmusik mit Hip-Hop mischt und den Platz des Refrains in der Popmusik eingenommen hat.[2]
- In Trance, Eurodance, Hardstyle, Hardcore, House und anderen Tanzgenres, in denen Melodien und Akkordfolgen betont werden, wird er als Klimax bezeichnet. Dies ist der Punkt, an dem die Hauptmelodie und die begleitenden Beats mit dem Schlagzeug und normalerweise einer synkopierten Basslinie einsetzen, was dem Track ein sprunghaftes Gefühl verleiht.[5]
- In Dubstep beinhaltet der Drop eine schwere, volle Basslinie und üblicherweise einen „Wobble“- oder „Vowel“-Bass, der von einem starken, schlurfenden Beat begleitet wird. Es können auch gefühlvolle Melodien mit Variationen der üblichen Dubstep-Basslinien kombiniert werden. Melodischer Dubstep ist eine Unterkategorie von Dubstep, die kraftvolle Akkorde enthält, mit der Verwendung von verschiedenen leichten Melodien, die von der schweren Basslinie begleitet werden, um harmonische Melodien zu schaffen.[6]
- DJs der elektronischen Musik führen manchmal einen „Double Drop“ durch: Beatmatching zweier Tracks, bei denen der Drop und damit die jeweiligen Höhepunkte beider Tracks zur gleichen Zeit stattfinden.[7]

### Pop-Drop
Pop-Drop ist ein Element in einem Popmusikstück, das traditionell als eine Art „Post-Chorus-Zwischenspiel“ dient, seit Mitte der 2010er Jahre aber auch als neuer Höhepunkt in Popmusiksongs gilt und den Refrain zu einem aufbauenden Element des Drop-Teils degradiert. Bereits im Dezember 2016 beschrieb der Switched on Pop-Autor Charlie Harding im Billboard-Magazin, dass 2016 „das Jahr des Pop-Drops“ sei. Zu den Künstlern, die Pop-Drops in ihre Songs eingebaut haben, gehören Rihanna und Calvin Harris We Found Love (2011), Ariana Grandes Problem (2014), Justin Biebers Sorry und What Do You Mean, und The Chainsmokers' Closer (2016).

### Andere Genres
In der Hip-Hop-Musik werden der erste Drop und der Höhepunkt mit Kicks, Snares, Hi-Hats, 808-Basslinie und einem melodischen Element besonders betont.
In Metalcore-Subgenres werden Bassdrops oft unter dem ersten Akkord eines Breakdowns eingesetzt, um den Breakdown zu betonen und ihm eine ausgeprägte Präsenz zu verleihen. Ein Bassdrop in diesem Genre kann mit einem elektronischen Schlagzeug mit einem Samplepad, das vom Schlagzeuger getriggert wird, oder mit einem Backing-Track, der an die PA-Anlage des Veranstaltungsorts gesendet wird, durchgeführt werden.

## Produktion

### Tools und Anwendungen
Im EDM-Bereich werden Drops mit Anwendungen wie FL Studio, Ableton oder Logic erstellt. Es handelt sich dabei um Digital Audio Workstations, die mit Funktionen zum Erstellen elektronischer Musik ausgestattet sind und Produzenten und DJs die Feinabstimmung von Sounds für ihre Musik ermöglichen. In diesen Anwendungen können Produzenten integrierte Soundkits, benutzerdefinierte Sounds oder Synthesizer verwenden, um einzigartige elektronische Klänge und Effekte zu erzeugen.

### Entstehung von Build-up und Drop
Dem Drop geht ein Build-up voraus, das durch einen Übergang von der Strophe in ein Zwischenspiel aus sich wiederholenden Klängen, erhöhter Schlagzeuggeschwindigkeit und erheblicher Lautstärkesteigerung erreicht wird. In Calvin Harris' This is What You Came For zum Beispiel besteht der Aufbau aus einer sich wiederholenden Gesangslinie, begleitet von einem schnell ansteigenden Snare-Drum-Tempo und anschwellenden Synthesizern, die an Lautstärke zunehmen. Die sich wiederholenden Gesangslinien und die Steigerung der Lautstärke und des Tempos erzeugen eine Spannung, die durch die volle Kapazität des Drops aufgelöst wird. Einige Build-ups enden mit einem Takt der Stille, der das dramatische Flair des Drops noch verstärkt.
Der Drop eines Songs kann aus einem volleren Bass, einer affektierten Gesangslinie, anschwellenden, atmosphärischen Synthesizern, überlagerten Leads, harten Drums und weißem Rauschen bestehen. Der Drop ist der lauteste Teil eines EDM-Songs. Buildup und Strophen werden häufig verwendet, um den Fokus auf den Drop zu lenken. Dies wird in This is What You Came For deutlich, da der Drop aus einem eingängigen Vocal-Sample des vorherigen Textes „you“ besteht, das zerhackt und stark bearbeitet wird, um eine sich wiederholende und bezaubernde Melodie zu erzeugen. Ergänzt wird dies durch eine Bassstimme, überlagerte House-Synthies und einen High-Hat-fokussierten Drum-Beat. Auf dem Höhepunkt des Liedes weicht der Drop bei EDM von der Vorstellung eines gesangslastigen Popsongs ab und verlagert ihn auf die elektronischen Klänge.

### Live-Mischen
Das Drop-Mixing ist eine Übergangstechnik, die einen plötzlichen Wechsel von einem Song zum nächsten beinhaltet. Es gibt zwei Möglichkeiten, wie dies geschehen kann: „dropping on the one“, bei dem der Übergang am Anfang des Taktes stattfindet, und „dropping at the four“, bei dem der Übergang am Ende des Taktes stattfindet. DJs verwenden diese Technik an der Stelle des Drops: Der Aufbau eines Songs geht in den Break eines anderen Songs über. Dieser abrupte Wechsel der Melodie oder des Tempos kann genutzt werden, um die Aufmerksamkeit des Publikums auf den Auftritt zu lenken. Eine ähnliche Drop-Technik, die häufig bei Trap- und Dubstep-Darbietungen zu sehen ist, ist das Drop-Swapping, bei dem die Build-ups zweier Songs gleichzeitig gespielt und dann auf dem Höhepunkt vertauscht werden.

## Mögliche physiologische Auswirkungen
Dieser Absatz behandelt mögliche Gründe für die Auswirkungen von Drops auf Körper und Gehirn.

### Auswirkungen auf das Gehirn
Das Gehirn interpretiert Musik in der Regel durch Vorhersagen und das Erkennen von Melodiemustern. Dies trifft auf einen Drop nicht zu, da er die musikalische Vorhersehbarkeit unterläuft. Aus diesem Grund können während eines Drops verschiedene Regionen des Gehirns stärker stimuliert werden als andere.
Einer Studie zufolge zeigen der Gyrus praecentralis und der Gyrus postcentralis, deren Funktionen mit der Erkennung von Tempo, Tonhöhe, Rhythmus und Intensität zusammenhängen, während des Pre-Drops das höchste Aktivitätsniveau. Die Aktivierung in diesem Bereich korreliert mit der Entstehung von Emotionen wie Spannung und Erwartung. Eine hohe Aktivität im Gyrus praecentralis und im Gyrus postcentralis während des Pre-Drops spiegelt also wider, dass der Hörer diese Emotionen im Vorfeld des Höhepunkts erlebt.

### Auswirkungen auf den Körper
Die natürliche Reaktion des Körpers auf Musik ist Bewegung, hauptsächlich in Form von Tanzen im Takt des Liedes. Dazu gehören Kopf- und Hüftbewegungen, das Mitwippen der Füße und das Schwingen mit den Armen. Die Wirkung der Musik auf das Gehirn stimuliert die Neigung des Zuhörers zum Tanzen, so dass ein großes Ziel des Auftritts eines DJs darin besteht, dieses Phänomen auszunutzen. In einer Gruppe können starke musikalische Elemente wie Basslinien eine zwischenmenschliche Synchronisationsreaktion hervorrufen, bei der sich die Freude an der Musik auf die kollektive Bewegung der Menschen überträgt. Das Tanzen in einer Gruppe kann Verhaltensänderungen hervorrufen, die sozialen Bindungen zwischen den Gruppenmitgliedern verstärken und Entspannung und Euphorie erzeugen.
Bei einem EDM-Tropfen erzeugt jede Komponente der Bruchroutine einen anderen Intensitätspeak, da sie sich in Struktur und Instrumentierung unterscheiden.